# Laophonte pseudoculata
Laophonte pseudoculata is een eenoogkreeftjessoort uit de familie van de Laophontidae. De wetenschappelijke naam van de soort is voor het eerst geldig gepubliceerd in 1959 door Krishnaswamy.